# Vercelli
Vercelli (italienische Ausspracheⓘ, piemontesisch Vërsèj, walserdeutsch und veraltet deutsch Wertschaal) ist eine Stadt in der italienischen Region Piemont. Sie ist Hauptstadt der gleichnamigen Provinz.

## Lage und Einwohner
Die Stadt liegt auf einer Höhe von 130 Metern über dem Meeresspiegel, 80 km östlich von Turin und 85 km westlich von Mailand. Sie dehnt sich über eine Fläche von 79 km² aus und hat 45.643 Einwohner (Stand 31. Dezember 2023). Sie grenzt an die zwei Provinzen Novara und Pavia.
Die Nachbarsgenden sind Asigliano Vercellese, Borgo Vercelli, Caresanablot, Desana, Lignana, Olcenengo, Palestro (PV), Prarolo, Pezzana, Quinto Vercellese, Salasco, Sali Vercellese, San Germano Vercellese, Villata und Vinzaglio (NO).

### Verkehrsanbindung
Bei Vercelli kreuzen sich die Autobahnen A26 und A4, über die Turin, Mailand und Alessandria einfach zu erreichen sind. Verschiedene Landstraßen verbinden Vercelli mit den Orten in der näheren Umgebung. Vercelli liegt an den Bahnstrecken Turin-Mailand, Vercelli-Pavia und Vercelli-Valenza. Die Stadt hat einen kleinen Flugplatz für die Allgemeine Luftfahrt. Die nächstgelegenen Verkehrsflughäfen sind Turin und Mailand-Malpensa.

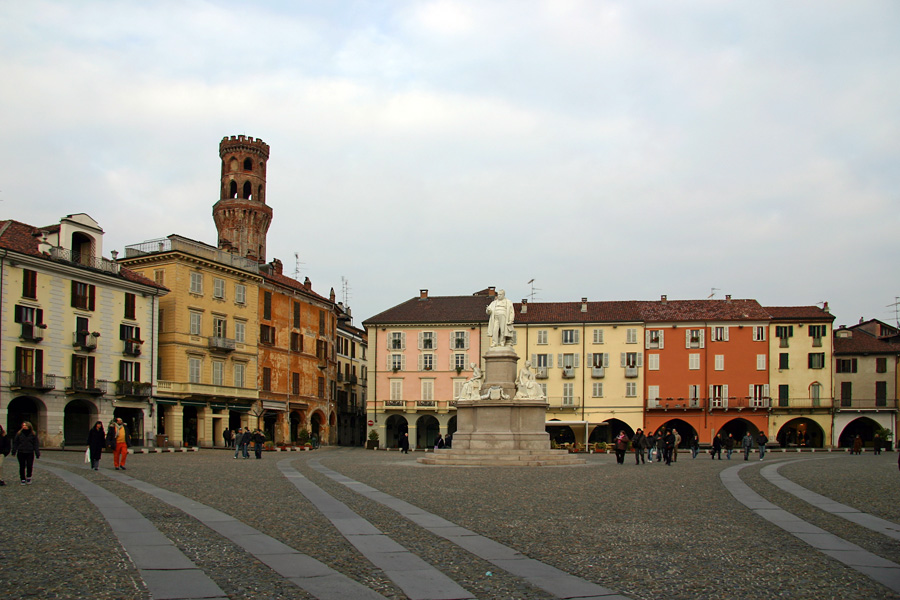
Piazza Cavour in Vercelli

## Geschichte

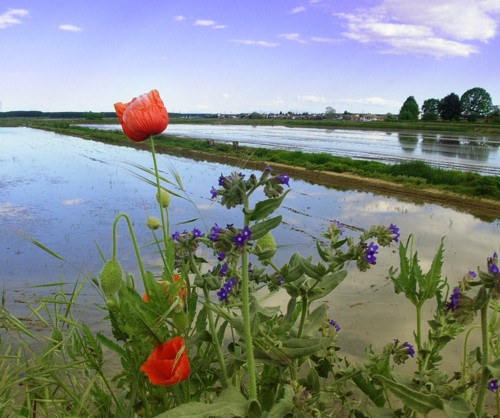
Reisfeld in der Nähe von Vercelli

### Ursprünge – Antike
In der Zeit des römischen Reiches hieß die Stadt Vercellae. Bereits im 10. Jahrhundert v. Chr. bestand eine keltische Siedlung. Südlich der heutigen Stadt gewann Gaius Marius die Schlacht von Vercellae gegen die Kimbern im Jahre 101 v. Chr. auf den Raudischen Feldern. Zu Beginn der Kaiserzeit wurde die Stadt befestigt. In der Spätantike war die Stadt aufgrund ihrer Größe bedeutsam und wichtigstes Zentrum der Nizäner in Norditalien.

### Mittelalter
Schon früh entstand das Bistum Vercelli. Der erste Bischof war der sagenumwobene Eusebius von Vercelli. Im Mittelalter war Vercelli auch aufgrund seiner strategischen Lage im Vorfeld eines wichtigen Alpenpasses bedeutender Bischofssitz. Während der Zeit der Langobarden war V. Sitz eines Herzogs und besaß das Recht, Goldmünzen zu prägen. Die Bischöfe Atto von Vercelli und Leo von Vercelli konnten im 10. und 11. Jahrhundert die Machtstellung ihrer Stadt durch königliche Privilegien weiter ausbauen und gegen diverse Angriffe ihrer Gegner (unter Führung des Markgrafen Arduin von Ivrea) erfolgreich verteidigen. Machtkämpfe innerhalb des Klerus in der zweiten Hälfte des 11. Jahrhunderts schwächten die Position der Kirche in der Stadt. In der Mitte des 12. Jahrhunderts wurde Vercelli in eine eigenständige Republik umgewandelt, die sich im Lombardischen Städtebund engagierte. In Vercelli wurde 1228 die erste Universität des Piemont errichtet. 
In den 1230er-Jahren kam es langsam zu einer Entfremdung zwischen der Kommune Vercelli und ihrem traditionellen größeren Alliierten Mailand, was sich unter anderem in der von Mailand nach dessen Friedensschluss mit Markgraf Bonifatius II. von Montferrat erzwungenen Rückgabe Chivassos an ebendiesen unter Missachtung der Interessen Vercellis, das Land nördlich des Po vollständig zu kontrollieren, nach der vorhergehenden gemeinsamen Eroberung jener Region zeigt. Unter diesen Spannungen wechselte Vercelli nach der Mailänder Niederlage in der Schlacht von Cortenuova auf die Seite Kaiser Friedrichs II. Als weitere wesentliche Ursache macht Raimund Hermes einen Umschwung in der kommunalen Führungsschicht infolge mutmaßlicher Verluste im Kampf aus. Auch erhoffte man sich wohl kaiserliche Unterstützung im Streit mit dem eigenen Bischof und Domkapitel. Neben ausbleibenden Erfolgen in dieser Angelegenheit entschied der Kaiser 1239, die Rechte an der Brücke bei Coniolo dem Markgrafen von Montferrat zu übertragen. Nach diesen Nachteilen im kaiserlichen Lager folgte wiederum ein Meinungsumschwung und im März 1243 der Wechsel zurück ins antikaiserliche Lager.
Machtkämpfe innerhalb der städtischen Fraktionen beendeten in der zweiten Hälfte des 13. Jahrhunderts die Blüte der Stadt. Im 14. Jahrhundert stand die Stadt unter der Macht der Familie Visconti, die sie jedoch 1427 endgültig an das Herzogtum Savoyen abtreten musste.

### Neuzeit
Vercelli gilt als größter Umschlagsplatz für Reis in Europa. Dort hatte auch das Istituto Sperimentale di Risicoltura di Vercelli seinen Sitz, welches etwa 40 Jahre lang von 1912 bis 1952 monatlich die Besonderheit der Baraggia und des dort angebauten Reises in der Zeitschrift Giornale di Risicoltura beschrieb. Im Jahr 1952 wurde dieses Journal durch die Publikation Il Riso ersetzt, die von der italienischen Reisbehörde (Ente Nazionale Risi) herausgegeben wird. In Vercelli befindet sich ein bekanntes Frauengefängnis.

## Wappen
Blasonierung: „In Silber ein durchgehendes rotes Balkenkreuz.“
Das große Stadtwappen zeigt über dem Schild eine goldene, innen rote Mauerkrone aus einer zweistöckigen Mauer und fünf dreizinnigen konischen Rundtürmen mit je einem schwarzen Portal und zwei schwarzen Fenstern übereinander, rechts von einem Lorbeerzweig, links von einem Eichenzweig in natürlichen Farben eingefasst, beide mit einem Band in den italienischen Nationalfarben zusammengebunden und belegt mit einem silbernen Devisenband; darauf der Wahlspruch: „POTIUS MORI QUAM FOEDARI“ („Besser sterben denn entehrt werden“).

## Sehenswürdigkeiten

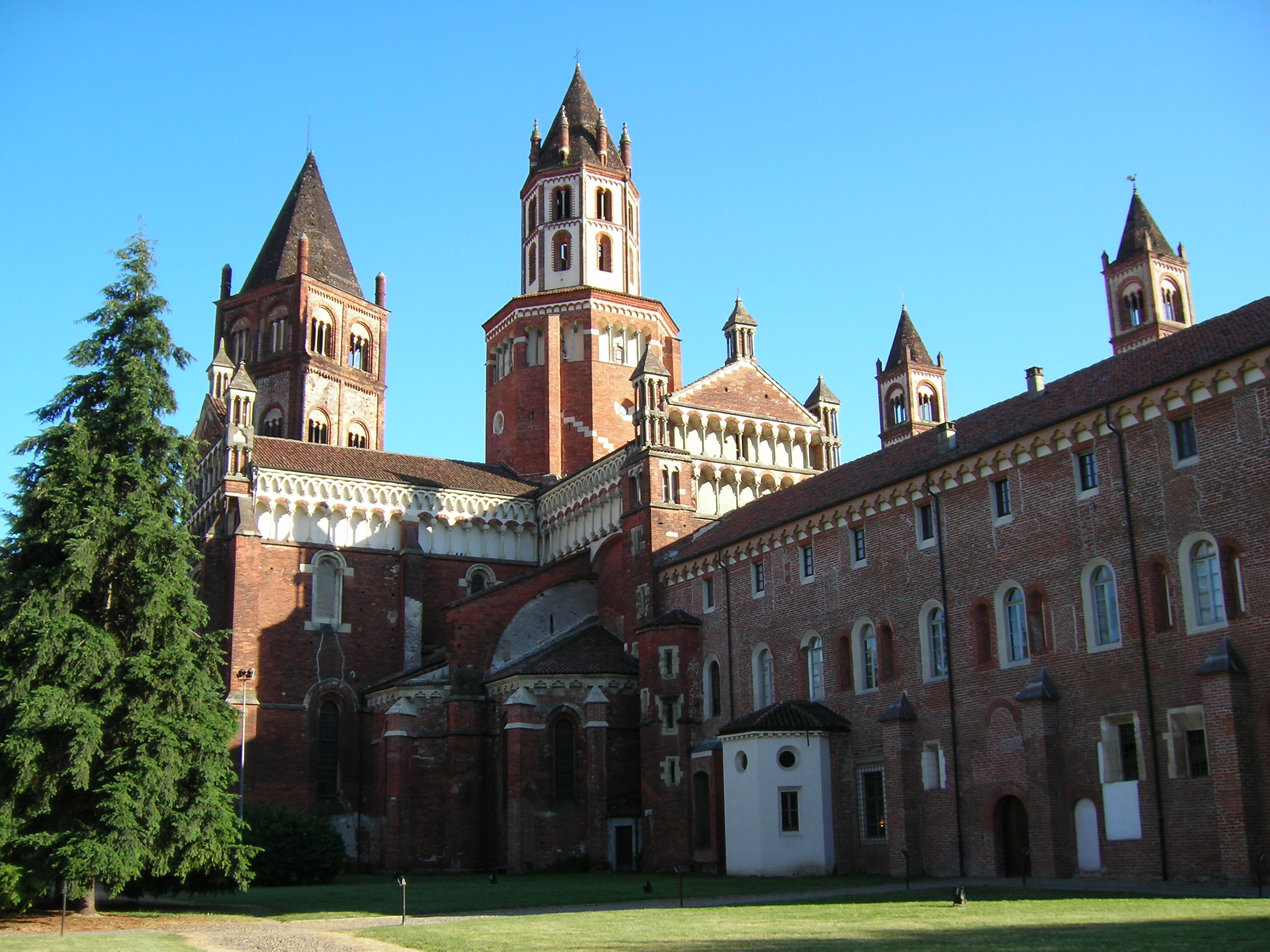
Basilica di Sant’Andrea

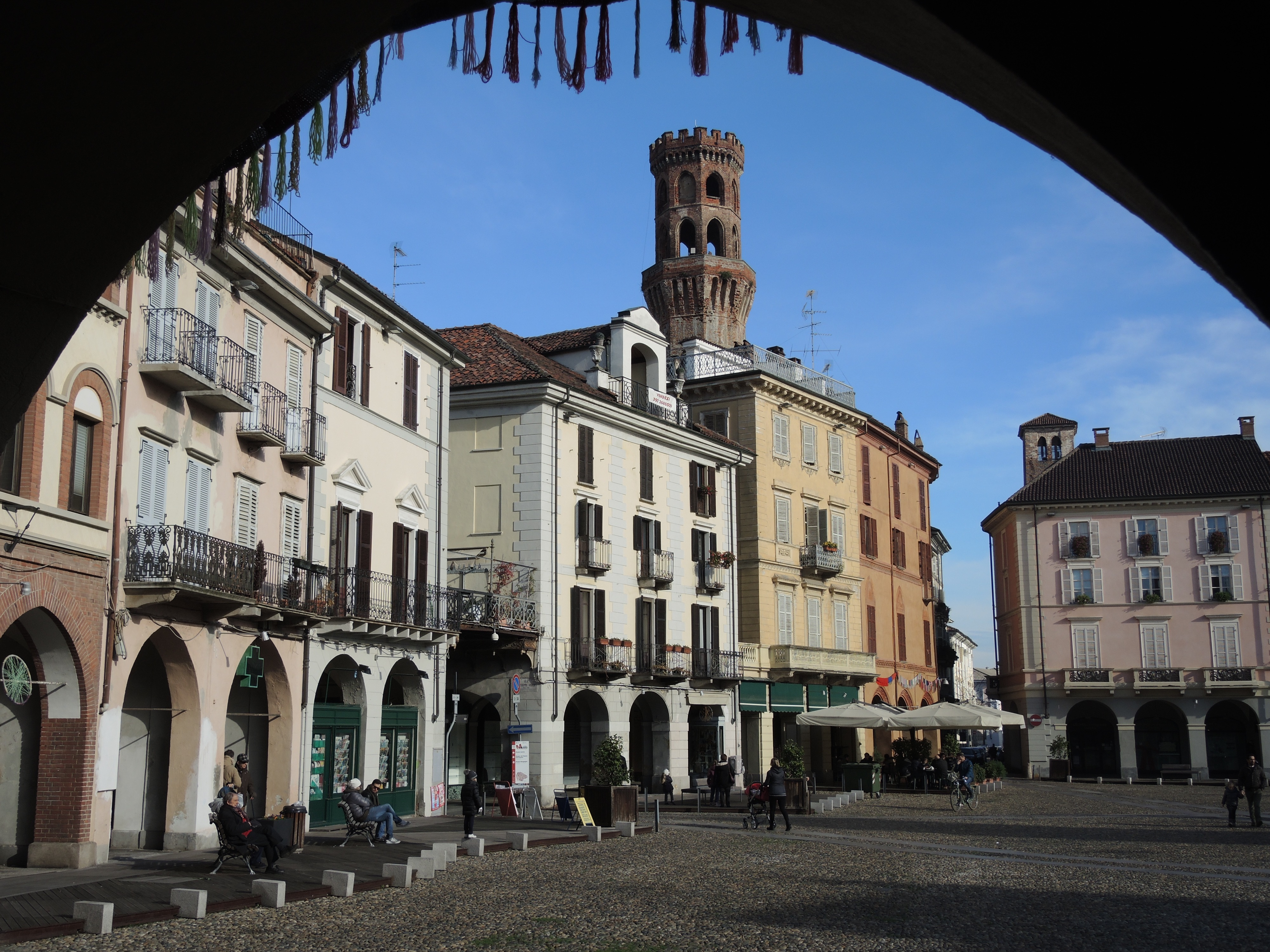
Piazza Cavour mit Engelsturm

- Die Basilica di Sant’Andrea, um 1224, ist das bedeutendste Werk des romanisch-gotischen Übergangsstils in Norditalien. Der Bau ist außen romanisch, innen frühgotisch. Die Grundsteinlegung fand am 12. Februar 1219 statt, bereits 1227 war die Kirche vollendet. Diese Baugeschwindigkeit verdankt die Gemeinde ihren hohen finanziellen Mitteln. Der Baumeister ist unbekannt. Es ist eine der ersten gotischen Raumkonzeptionen auf italienischem Boden. Kreuzgang: Vom Bau des 13. Jahrhunderts stammen noch die Crochet-Kapitelle; die runden Bögen und Gewölbe wurden zu Beginn des 16. Jahrhunderts in Renaissanceformen ersetzt. Der freistehende Campanile stammt aus dem 15. Jahrhundert.

- Der Duomo S. Eusebio stammt aus der Zeit um 1572. Die Vorhalle ist klassizistisch. Vom romanischen Bau ist nichts mehr erhalten.

- Die Piazza Cavour beherbergt ein Monument für den Architekten der 1861 erfolgten nationalen Einigung Italiens, den damaligen Ministerpräsidenten Piemont-Sardiniens Graf Camillo Benso von Cavour. Sie wird von dem mittelalterlichen Engelsturm (Torre dell'angelo) überragt.

## Sport
Der Fußballverein Pro Vercelli holte insgesamt sieben italienische Meistertitel. Sein bekanntester Spieler war, von 1930 bis 1934, Silvio Piola („Adler von Vercelli“ genannt), der spätere Mittelstürmer der Squadra Azzurra während der Weltmeisterschaft 1938 und sogenannter „Erfinder des Fallrückziehers“.

## Städtepartnerschaften
Partnerstädte von Vercelli sind seit 1970 Arles in der Provence (Frankreich) und seit 2003 Tortosa in Katalonien (Spanien). Mit der englischen Stadt Ely im Osten der Grafschaft Cambridgeshire besteht ein Freundschaftsvertrag.

## Persönlichkeiten

### Söhne und Töchter der Stadt
- Eusebius von Vercelli (283–371), Bischof und Heiliger
- Emilia Bicchieri (1238–1314), Dominikanerin, Priorin, Mystikerin und Selige
- Pantaleone da Confienza (um 1450–um 1492), Arzt und Diplomat
- Sodoma (1477–1549), Maler
- Francesco Antonio Vallotti (1697–1780), Komponist, Musiktheoretiker und Organist
- Carlo Giovanni Testori (1714–1782), Musiktheoretiker und Komponist
- Louis Boulanger (1806–1867), Maler
- Luigi Galleani (1861–1931), Anarchist
- Angelo Treves (1873–1937), Übersetzer
- Emanuele Pugliese (1874–1967), General
- Antonio Ambrogio Alciati (1878–1929), Porträtmaler und Freskant sowie Kunstpädagoge
- Marcello Bertinetti (1885–1967), Fechter und zweifacher Olympiasieger sowie Fußballspieler und -trainer
- Virginio Rosetta (1902–1975), Fußballspieler und -trainer
- Vittorio Ghidella (1931–2011), Geschäftsführer der Fiat-Autosparte
- Giuseppe Cavanna (1905–1976), Fußballtorhüter
- Pietro Ferraris (1912–1991), Fußballspieler
- Teobaldo Depetrini (1913–1996), Fußballspieler und -trainer
- Eusebio Castigliano (1921–1949), Fußballspieler
- Franco Bertinetti (1923–1995), Fechter
- Ugo Ferrante (1945–2004), Fußballspieler
- Cristiano Bodo (* 1968), römisch-katholischer Geistlicher, Bischof von Saluzzo
- Elisa Uga (* 1968), Fechterin
- Giovanni Pellielo (* 1970), Sportschütze
- Moise Kean (* 2000), Fußballspieler

### Mit der Stadt verbundene Persönlichkeiten
- Filippo Juvara (1678–1736), Architekt
- Francis Lombardi, Gründer des gleichnamigen Automobilherstellers